# Abtei (bei Bürgel)
Als Abtei wird ein kleiner Landstrich nordöstlich der Stadt Bürgel in Thüringen bezeichnet, in welchem sich die sogenannten Abteidörfer befinden. Die Benennung von Landschaft und Orten findet ihren Ursprung im ehemaligen Benediktinerkloster in Thalbürgel, zu dessen Besitz das Gebiet der Abtei mit ihren Dörfern im Mittelalter zählte. Drei der acht Abteidörfer sind noch heute Ortsteile der Stadt Bürgel.
Die Abtei liegt im  Tal der Wethau unweit der Stadt Bürgel. Die Abtei selbst bildet eine flache, nach Osten abfallende Talmulde, welche im Nordwesten bis auf die Muschelkalkplatten nahe dem Tautenburger Forst hinaufführt. Bei Hohendorf entspringt die Wethau, welche durch die Abtei weiter nach Nordosten fließt. Auf den Hochflächen herrscht steiniger, karger Boden, in den Niederungen feuchter, lemiger Boden vor. Der höchste Punkt befindet sich bei Hohendorf mit 367 m ü. NN.
Die heutigen Abteidörfer und Ortsteile der Stadt Bürgel sind Göritzberg, Hohendorf und Nischwitz. Der restliche Teil der Abteidörfer bildet heute die Gemeinde Rauschwitz mit ihren Ortsteilen Döllschütz, Karsdorfberg, Pretschwitz, Rauschwitz und Schmörschwitz. Zahlreiche vor- und frühgeschichtliche Funde sowie slawische Ortsnamen und Rundlingsdörfer zeugen von einer frühen slawischen Besiedlung in der Abtei.